# Cytostoom

Diagram van een ciliaat. Een cytostoom is meestal een trechtervormige holte, ondersteund door microtubuli.

Een cytostoom (van cyto-, cel en stoma, mond) is een onderdeel van een eencellig organisme dat gespecialiseerd is in fagocytose. Voedingsdeeltjes worden door het cytostoom heen geleid en in vacuolen opgenomen. Cytostomen komen alleen voor bij bepaalde groepen protozoa, zoals de Ciliophora en Excavata. Een voorbeeld is de parasitaire ciliaat Balantidium coli. Bij andere protozoa en in cellen van meercellige organismen is geen sprake van een gespecialiseerde ingang voor fagocytose.

## Structuur
Het cytostoom is een verdieping in het celoppervlak die meestal richting de celkern is gelegen. Vaak gebruikt men de term om te verwijzen naar de gehele holte, maar in feite is alleen de opening van de verdieping aan het oppervlak van de cel het cytostoom. De rest van de holte wordt de cytopharynx genoemd. De cytopharynx en cytostoom zorgen ervoor dat voedingsdeeltjes en macromoleculen gericht de cel worden ingevoerd. Soms functioneert het cytostoom echter zelfstandig: de macromoleculen passeren het cytostoom en worden dan direct opgevangen in cytoplasmatische blaasjes.
Het cytostoom wordt ondersteund door microtubuli: stevige eiwitketens die verantwoordelijk zijn voor de vorm van het cytostoom.